# 8.8 cm 대공포

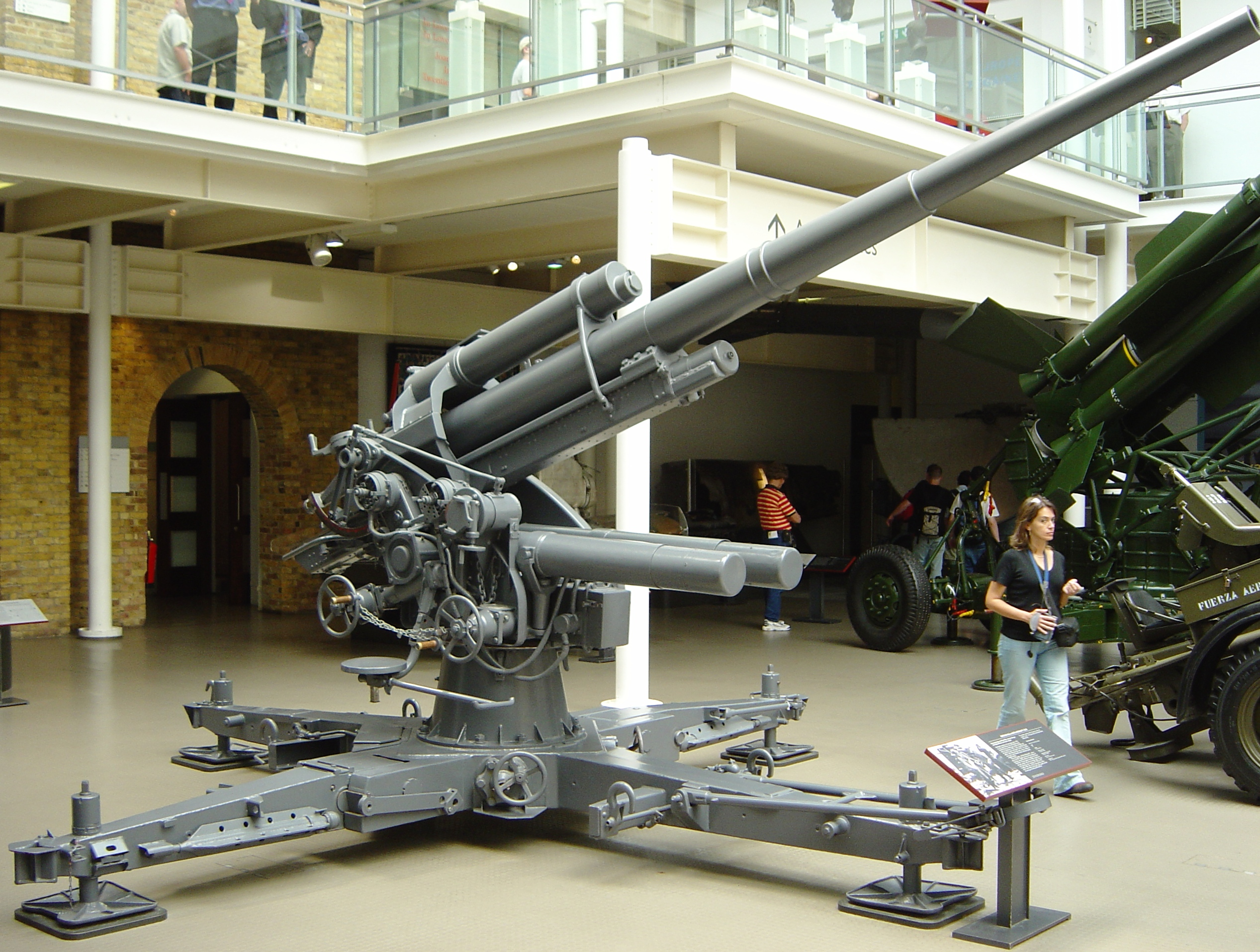
전시되어 있는 88mm Flak 36

8.8 cm 대공포(독일어: 8,8-cm-FlaK)는 나치 독일이 제2차 세계 대전 기간중 사용한 일련의 다목적포이다. 본래 독일이 대공포로 사용하였으나. 이후 대전차포로도 점차 사용하기 시작하면서 다목적포가 되었다.
크루프 사에서 최초로 개발된 모델은 8.8 cm 18호 대공포(8.8 cm Flak 18)이며, 이후 성능 개량을 거듭해 36호, 37호 대공포도 만들어졌다. 이후 라인메탈 사에서 개발한 41호 대공포까지 총 4종의 8.8 cm 대공포가 존재한다. 8.8 cm포는 독일군이 싸운 모든 전선에서 독일군의 만능 화포로 크게 활약했다.

## 같이 보기
- 대공포탑